# Dania Jo Vizzi
Dania Jo Vizzi (Tampa, 24 de marzo de 1995) es una deportista estadounidense que compite en tiro, en la modalidad de tiro al plato.
Ganó tres medallas en el Campeonato Mundial de Tiro, en los años 2017 y 2023. En los Juegos Panamericanos obtuvo dos medallas, bronce en 2019 y oro en 2023.

## Palmarés internacional
| Campeonato Mundial   | Campeonato Mundial | Campeonato Mundial | Campeonato Mundial |
| Año                  | Lugar              | Medalla            | Prueba             |
| -------------------- | ------------------ | ------------------ | ------------------ |
| 2017                 | Moscú (Rusia)      | Medalla de oro     | Skeet              |
| 2017                 | Moscú (Rusia)      | Medalla de plata   | Skeet mixto        |
| 2023                 | Bakú (Azerbaiyán)  | Medalla de plata   | Skeet              |
| Juegos Panamericanos |                    |                    |                    |
| Año                  | Lugar              | Medalla            | Prueba             |
| 2019                 | Lima (Perú)        | Medalla de bronce  | Skeet              |
| 2023                 | Santiago (Chile)   | Medalla de oro     | Skeet mixto        |